# Чемпионат мира по плаванию в ластах на длинные дистанции
Чемпионат мира по плаванию в ластах на длинные дистанции проводился в 1988—2005 годах. С 2007 года соревнования на всех дистанциях стали проводиться на едином чемпионате мира.

## История турниров
| Год  | Дата | Чемпионат                                                     | Место проведения     | Участников | Дисциплин |
| 1988 |      | Чемпионат мира по плаванию в ластах на длинные дистанции 1988 | Париж                |            |           |
| 1990 |      | Чемпионат мира по плаванию в ластах на длинные дистанции 1990 | Кавала               |            |           |
| 1992 |      | Чемпионат мира по плаванию в ластах на длинные дистанции 1992 | Алмело               |            |           |
| 1994 |      | Чемпионат мира по плаванию в ластах на длинные дистанции 1994 | Швейцария Gambarogno |            |           |
| 1995 |      | Чемпионат мира по плаванию в ластах на длинные дистанции 1995 | Ла-Сьота             |            |           |
| 1997 |      | Чемпионат мира по плаванию в ластах на длинные дистанции 1997 | Гданьск              |            |           |
| 1999 |      | Чемпионат мира по плаванию в ластах на длинные дистанции 1999 | Сан-Андрес           |            |           |
| 2001 |      | Чемпионат мира по плаванию в ластах на длинные дистанции 2001 | Равенна              |            |           |
| 2003 |      | Чемпионат мира по плаванию в ластах на длинные дистанции 2003 | Александрия          |            |           |
| 2005 |      | Чемпионат мира по плаванию в ластах на длинные дистанции 2005 | Ла-Сьота             |            |           |
| ---- | ---- | ------------------------------------------------------------- | -------------------- | ---------- | --------- |